# Ewoks: The Battle for Endor
Ewok: Bătălia pentru Endor (titlu original: Ewoks: The Battle for Endor) este un film american științifico-fantastic de televiziune din 1985 regizat de Jim și Ken Wheat după o poveste de George Lucas. O continuare a Caravan of Courage: An Ewok Adventure, o urmărește pe Cindel Towani, fata umană din primul film, care, după ce a rămas orfană, se alătură rasei Ewok pentru a-și proteja satul și pentru a-i învinge pe tâlharii care au preluat controlul asupra lunii Endor.

## Prezentare
Au trecut aproape șase luni de la evenimentele din primul film; crucișătorul stelar al familiei Towani este aproape complet reparat, iar Jeremitt asamblează ultimele piese ale navei. În timp ce familia se pregătește să părăsească luna pădure Endor, satul Ewok este atacat de un grup de tâlhari condus de Terak și vrăjitoarea lui, Charal. Mulți Ewok sunt capturați, în timp ce Jeremitt, Catarine și Mace sunt uciși, în apărarea satului Ewok.
În timp ce fug de carnagiu, Cindel și Wicket îl întâlnesc pe Teek, o ființă mică și rapidă originară din Endor. Teek îi duce acasă la Noa Briqualon, un bărbat uman care este supărat de prezența lor nepoftită și îi dă afară. În cele din urmă, el se dovedește a fi bun, lăsându-l pe Teek să fure mâncare pentru Cindel și Wicket și invitându-i pe cei doi să intre în timp ce încearcă să facă un foc pentru căldură.
La castelul tâlharilor, Terak îi ordonă lui Charal să o găsească pe Cindel, presupunând că știe să folosească „puterea” din celula de energie furată din crucișătorul stelar al lui Jeremitt. Între timp, Noa, Cindel și Wicket devin prieteni. Se dezvăluie că Noa își reconstruiește propriul crucișător stelar distrus, lipsindu-i doar celula energetică. Cindel este trezită într-o dimineață de un cântec pe care îl cânta mama ei. Ea urmărește vocea pentru a găsi o femeie care cântă, care se transformă în Charal și o duce la Terak. El îi ordonă lui Cindel să activeze „puterea”, dar ea nu poate și este închisă cu captivii Ewok. Afară, Noa, Wicket și Teek se strecoară în castel, îi eliberează pe Cindel și pe Ewok și evadează cu celula energetică.
Terak, Charal și tâlharii îi urmăresc înapoi până la navă, unde Wicket îi conduce pe Ewok în apărarea crucișătorului, în timp ce Noa instalează celula energetică. Ewok au depus un efort curajos și sunt aproape înfrânți în momentul în care Noa pornește nava și își folosește tunurile laser pentru a-i îndepărta pe tâlhari. Cindel se duce să-l salveze pe Wicket și este capturată de Terak, în timp ce ceilalți tâlhari se retrag. Terak și Noa se confruntă, Wicket venind în sfârșit în ajutor, ucigându-l pe Terak și lăsând-o pe Charal prinsă sub formă de pasăre. La scurt timp după aceea, își iau rămas bun, iar Cindel părăsește luna Endor cu Noa pe nava lui.

## Distribuție
- Warwick Davis - Wicket W. Warrick
- Aubree Miller - Cindel Towani
- Wilford Brimley - Noa Briqualon
- Carel Struycken - Terak
- Siân Phillips - Charal
- Niki Botelho - Teek
- Paul Gleason - Jeremitt Towani
- Eric Walker - Mace Towani
- Marianne Horine - Young Witch
- Daniel Frishman - Deej
- Tony Cox - Willy
- Pam Grizz - Shodu
- Roger Johnson - Lieutenant
- Michael Pritchard - Card Player #1
- Johnny Weissmuller Jr. - Card Player #2
- Matthew Roloff - Ewok with Crutches